# Дачное (Москва — Смоленск)
Да́чное — остановочный пункт Смоленского направления МЖД на границе села Жаворонки Одинцовского района Московской области. Назван по расположению в дачном посёлке.
Состоит из двух платформ, соединённых только настилом через пути. Платформы разнесены между собой: платформа в сторону Москвы находится западнее платформы в сторону области. Не оборудована турникетами, работает касса.
Останавливаются преимущественно пригородные поезда, следующие от (до) ст. Голицыно и Звенигород. Время движения от Белорусского вокзала — около 50 минут.